# Списак познатих Јорданаца
Ово је списак познатих Јорданаца:

## Политичке вође
- Шериф Хусеин ибн Али
- Краљ Абдулах I Јордански
- Краљ Талал Јордански
- Краљ Хусеин Јордански-Хусеин I
- Краљ Абдулах II Јордански
- Његова екселенција Васиф ал-Тал
- Краљица Нор Јорданска
- Краљица Ранија Јорданска

## Политичари
- Маха Али (политичар)
- Исмаил Бабук (први градоначелник Амана, 1909-1911)
- Фахад Енсур
- Фајсал ал-Фајез
- Туган Хиндави (бивши министар)
- Аун Хасавнех (бивши премијер и судија Међународног суда правде
- Принц Рашид ал-Хузаи
- Абделсалам ал-Мајали
- Инам ал-Муфти
- Али Абу ал-Рагеб
- Али Сухемат
- Шеик Аталах Сухемат
- Салах Сухемат (члан парламента)
- Тарик Сухемат
- Бајат Талхуни (бивши премијер)
- Фајез Таравнех
- Мухамед Хасавнех

## Писци, пјесници и истраживачи
- Насер Адбел Азиз Елејани
- Самер Либдех (писац и истраживач)
- Сулејман Муса (историчар и писац)
- Хајдер Махмуди (писац и пјесник)
- Абдел-Рахман Муниф (романописац)
- Самер Рајмуни (пјесник и активиста)Samer Raimouny - poet, activist
- Мустафа Вехби ал-Тал (пјесник)
- Камел Рехани (пјесник и новинар)

## Војници
- Бригадир Мухамед Џамхур
- Капетан Муах ал-Касасеб
- Хабис ал-Мајали
- Абделсалам ал-Мајали
- Генерал мајор Ибрахим Хасавнех (бивши замјеник директора Јорданске краљевске медицинске службе)
- Генерал Мухамед Сухимат

## Доктори
- Абделсалам ал-Мајали
- Дауд Хананиа
- Тарик Сухемат
- Абдулах Дарадек

## Атлете
- Амер Деб
- Дима и Лама Хатаб (учесници ултрамаратона)

## Музичари
- Махмуд Радаидех
- Заде Дирани
- Хани Митваси
- Диана Каразон

## Умјетници
- Ђорђ Алеф
- Мухана ал-Дура
- Виџан Али
- Махмуд Таха
- Ахмад Саламех

## Бивши амбасадори
- Набил Талхуни[1]

## Пословни људи
- Иман Мутлак
- Мухамед Шехадех
- Раед Халава

## Академици
- Рана Дајани
- Лубна Тахтамуни

## Друге личности
- Шерен Ауди (визуелни умјетник)
- Марго Хадад (глумица)
- Мона Сауди (вајар)